# Lariss
Larisa Borza (Iași, 31 de diciembre de 1989), mejor conocida por su nombre artístico Lariss, es una cantante rumana, principalmente conocida por su sencillo "Dale Papi", el cual alcanzó notoriedad en Europa del Este, Turquía y otros países mediterráneos. Su estilo musical fusiona sonidos latinos, electrónicos y urbanos.

## Biografía y carrera
Lariss comenzó su formación musical desde temprana edad, estudiando violín y piano. Se graduó en 2013 en la Universidad Nacional de Música de Bucarest.
El 24 de noviembre de 2014, Lariss lanzó su sencillo debut "Dale Papi", producido por Sergiu Musteață, y con un videoclip (lanzado unos días después, el 5 de diciembre de 2014) dirigido por Khaled Mokhtar. La canción alcanzó el número dos en las listas de Bulgaria y se hizo popular en países como Turquía, Grecia y Chipre.
Durante 2015 y 2016, realizó presentaciones en ciudades europeas como Mónaco, París, Chisináu y Sofía, así como en festivales de música en Turquía y Grecia.
En 2016, se unió al grupo femenino G Girls, reemplazando a Alexandra Stan en la formación original junto a Inna, Antonia y Lori. Junto a ellas, lanzó el sencillo "Call the Police", que alcanzó el puesto número seis en las listas de Polonia. También en ese año, lanzó el sencillo "Lova Boay".
En 2017, lanzó las canciones "Animal" (junto con el cantante rumano Carlito) y "You Can Lie", y en 2018 lanzó el sencillo "Como Quieres Tu".

## Estilo musical
El estilo de Lariss mezcla elementos del pop rumano contemporáneo con influencias latinas y urbanas. Ha citado a Alicia Keys como una de sus principales influencias musicales.

## Discografía

### Sencillos
- Dale Papi (2014)[2]
- Epana (2015)
- Droppin da Bomb (2016)
- Call the Police (2016, con G Girls)[6]
- Lova Boay (2016)
- Animal (2017, con Carlito)
- You Can Lie (2017)
- Como Quieres Tu (2018)